# Oedalacris lesbiae
Oedalacris lesbiae är en insektsart som beskrevs av David M. Rowell och Bentos-pereira 2005. Oedalacris lesbiae ingår i släktet Oedalacris och familjen gräshoppor. Inga underarter finns listade i Catalogue of Life.